# Sarah Ćosić
Sarah Ćosić (14 de abril de 1989, Split, Croacia) es una modelo croata ganadora del título Miss Universo Croacia 2009 y representante de dicho país en el Miss Universo 2009.

## Miss Universo 2009
Sarah representó su país en el Miss Universo 2009 y clasificó entre las 15 primeras semifinalistas, sin embargo luego de la competencia en traje de baño donde obtuvo una puntuación de 7.811, no pudo clasificar al Top 10. Sarag ocupó la posición número 14 al final de evento donde resultó ganadora Stefania Fernández de Venezuela. Cabe destacar que Sarah Cosic es la primera representante croata en posicionarse como semifinalista en el Miss Universo.
| Predecesor: Snježana Lončarević | Miss Universo Croacia 2009 | Sucesor: Lana Obad |